# رسمن (شركة)

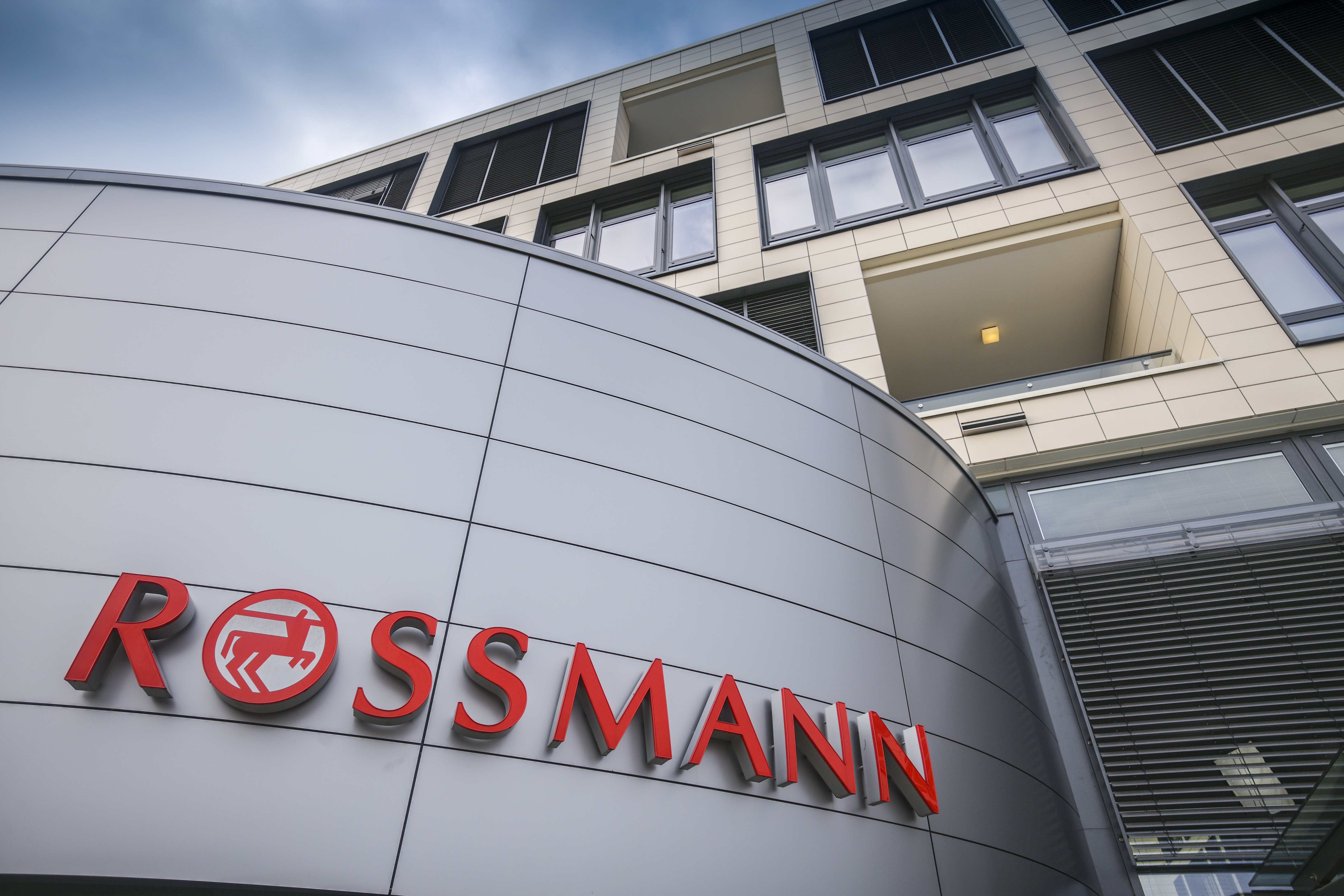

متجر رُسمن في برلين بألمانيا

دِرك رُسمَن أو رُسمن فقط (نقحرة: روسمان) (بالألمانية: Rossmann GmbH) هو أحد سلاسل متاجر الأدوية الكبرى في أوربَّة ويعمل به نحو 56200 موظف ضمن أكثر من 4000 متجر.    حقق رُسمَن في عام 2019 مبيعات تجاوزت 10 مليارات يورو في ألمانيا وبولندا والمجر وجمهورية التشيك وتركيا وألبانيا وكوسوفو وإسبانيا.
تأسست الشركة في عام 1972 على يد دِرك رُسمنن  ومقرها في بُرغِفيدِل بالقرب من هَنوفر في ألمانيا. تمتلك عائلة روسمان 60٪ من الشركة. تمتلك مجموعة أي سي وَتسون ومقرها هونج كونج 40٪ والتي اشترتها عليها شركة Kruidvat الهولندية في عام 2004.   

## معرض الصور

شعار الشركة في متجر رُسمَن
متجر رُسمَن (منظر داخلي)
مستودع رُسمَن بألمانيا
دِرك رُسمَن مؤسس الشركة